# Zeki Ökten
Zeki Ökten est un réalisateur turc né le 4 août 1941 à Istanbul et mort le 19 décembre 2009.

## Filmographie
- 1963 : Ölüm pazari
- 1973 : Vurgun
- 1973 : Bir demet menekse
- 1973 : Agri daginin gazabi
- 1974 : Hasret
- 1974 : Bos ver arkadas
- 1974 : Askerin dönüsü
- 1975 : Saskin Damat
- 1975 : Kaynanalar
- 1975 : Hanzo
- 1976 : Kapicilar krali
- 1977 : Sevgili dayim
- 1977 : Çöpçüler krali
- 1978 : Le Troupeau (Sürü)
- 1979 : Düşman
- 1979 : Almanya, aci vatan
- 1982 : Faize hücum
- 1983 : Derman
- 1984 : Pehlivan
- 1984 : Firar
- 1985 : Kurbagalar
- 1986 : Ses
- 1986 : Kan
- 1986 : Davaci
- 1988 : Düttürü dünya
- 1992 : Saygilar bizden (série TV)
- 1996 : Ask üzerine söylenmemis hersey
- 2000 : Güle güle
- 2003 : Gülüm
- 2006 : Çinliler geliyor